# Pro Patria Gallaratese G.B. 2005-2006
Questa voce raccoglie le informazioni riguardanti la Pro Patria Gallaratese G.B. nelle competizioni ufficiali della stagione 2005-2006.

## Stagione
Nella stagione 2005-2006 la Pro Patria affidata a Giancesare Discepoli resta a lungo nelle zone paludose della classifica, a metà percorso è ancora quart'ultima con 19 punti. Il risveglio giunge a primavera, soprattutto grazie alle vittorie (4-3) contro il Genoa ottenuta allo Speroni, e la successiva a Monza (0-1), il colpo d'ala ed il bottino di sei punti, fanno risalire la Pro Patria in classifica, motivandola a centrare nuovamente l'obiettivo di mantenere la categoria. Migliori realizzatori bustocchi di questa stagione sono Gianluca Temelin con 15 reti, e Fabio Artico autore di 8 reti.
Anche per questa stagione c'è una prestigiosa partecipazione della Pro Patria alla Coppa Italia maggiore, dove però non riesce ad evitare l'eliminazione diretta contro l'Albinoleffe. Nella Coppa Italia di Serie C i tigrotti partono dai sedicesimi, ed arrivano fino alle semifinali.

## Divise e sponsor
Lo sponsor tecnico per la stagione 2005-2006 è Lotto; sulla maglia, per il quarto anno, vi è come sponsor "Ge.S.A." (Gestione Servizi Aziendali).
La prima maglia resta la classica biancoblu, con dei leggeri profili rossi, e il dorso completamente blu; la seconda maglia è a scacchi rossoblu.
| 1ª maglia | 2ª maglia |

## Organigramma societario
Area direttiva
- Presidente: Alberto Armiraglio
- Vice presidente: Luciana Rossi
- Amministratore delegato: Roberto Vender
- Direttore generale: Riccardo Guffanti

Area organizzativa
- Segretario generale: Andrea Pellegatta
- Team manager: Giuseppe Gonnella
- Segretario: Saverio Granato

Area tecnica
- Direttore sportivo: Angelo Carbone
- Allenatore: Giancesare Discepoli
- Allenatore in seconda: Antonello De Giorgi
- Preparatore atletico: Maurizio Fanchini

Area sanitaria
- Medici sociali: Gianluca Castiglioni
- Massaggiatori: Mauro Monza

## Rosa
| N. |                   | Ruolo | Calciatore          |
| -- | ----------------- | ----- | ------------------- |
|    | Italia (bandiera) | P     | Michele Arcari      |
|    | Italia (bandiera) | P     | Andrea Capelletti   |
|    | Italia (bandiera) | P     | Paolo Castelli      |
|    | Italia (bandiera) | D     | Carmine Cioffi      |
|    | Italia (bandiera) | D     | Andrea Citterio     |
|    | Italia (bandiera) | D     | Carmelo Dato        |
|    | Italia (bandiera) | D     | Gabriele Davanzante |
|    | Italia (bandiera) | D     | Luca Franchini      |
|    | Italia (bandiera) | D     | Giuseppe Imburgia   |
|    | Italia (bandiera) | D     | Luca Perfetti       |
|    | Italia (bandiera) | D     | Paolo Tramezzani    |
|    | Italia (bandiera) | C     | Gabriele Ambrosetti |
|    | Italia (bandiera) | C     | Fabio Barison       |

| N. |                   | Ruolo | Calciatore       |
| -- | ----------------- | ----- | ---------------- |
|    | Italia (bandiera) | C     | Manuel Bianco    |
|    | Italia (bandiera) | C     | Cristian Boscolo |
|    | Italia (bandiera) | C     | Dino Marino      |
|    | Italia (bandiera) | C     | Stefano Romano   |
|    | Italia (bandiera) | C     | Giuseppe Ticli   |
|    | Italia (bandiera) | C     | Carlo Trezzi     |
|    | Italia (bandiera) | C     | Fabian Valtolina |
|    | Italia (bandiera) | C     | Andrea Vecchio   |
|    | Italia (bandiera) | A     | Fabio Artico     |
|    | Italia (bandiera) | A     | Alex Gibbs       |
|    | Italia (bandiera) | A     | Daniele Rosso    |
|    | Italia (bandiera) | A     | Gianluca Temelin |

## Risultati

### Serie C1

#### Girone di andata
| Arbitro: | Orsato (Schio) |

|                    |           |              |
| Temelin 28’ (rig.) | Marcatori | 51’ Guidetti |

| Arbitro: | Barbirati (Ferrara) |

|  |           |                          |
|  | Marcatori | 2’ (rig.), 90+3’ Temelin |

| Arbitro: | Vuoto (Livorno) |

|               |           |              |
| Valtolina 52’ | Marcatori | 16’ Pizzolla |

| Arbitro: | Russo (Nola) |

|                            |           |            |
| Califano 8’, 57’ Corsi 64’ | Marcatori | 11’ Artico |

| Arbitro: | Burdin (Cormons) |

|             |           |  |
| Ruffini 10’ | Marcatori |  |

| Arbitro: | Zega (Fermo) |

|                       |           |                         |
| Artico 20’ Trezzi 46’ | Marcatori | 55’ Coralli 57’ Deinite |

| Arbitro: | Cavarretta (Trapani) |

|                              |           |                      |
| Artico 30’ (rig.) Trezzi 43’ | Marcatori | 19’ Turchi 90’ Lolli |

| Arbitro: | Zanzi (Lugo di Romagna) |

|                                      |           |  |
| Grabbi 49’ (rig.) Rimoldi 52’ (rig.) | Marcatori |  |

| Busto Arsizio 22 ottobre 2005 9ª giornata | Pro Patria         | 0 – 0 | Monza | Stadio Carlo Speroni\| Arbitro: \| Velotto (Grosseto) \| |
| Arbitro:                                  | Velotto (Grosseto) |       |       |                                                          |

| Arbitro: | Lena (Ciampino) |

|                |           |                    |
| Piovaccari 57’ | Marcatori | 61’ (rig.) Temelin |

| Arbitro: | Pinzani (Empoli) |

|            |           |  |
| Trezzi 36’ | Marcatori |  |

| Arbitro: | Pecorelli (Arezzo) |

|              |           |                            |
| Giacobbo 72’ | Marcatori | 59’ Temelin 87’ Davanzante |

| Arbitro: | Candussio (Cervignano del Friuli) |

|            |           |               |
| Artico 74’ | Marcatori | 50’ Matteassi |

| Arbitro: | Zonno (Bari) |

|                                        |           |                                                 |
| Scandurra 19’ Martini 62’ Macaluso 74’ | Marcatori | 64’ Valtolina 88’ Franchini 90+3’ (rig.) Artico |

| Busto Arsizio 10 dicembre 2005 15ª giornata | Pro Patria          | 0 – 0 | Salernitana | Stadio Carlo Speroni\| Arbitro: \| Pierpaoli (Firenze) \| |
| Arbitro:                                    | Pierpaoli (Firenze) |       |             |                                                           |

| Arbitro: | Vuoto (Livorno) |

|                  |           |  |
| Bondi 36’ (rig.) | Marcatori |  |

| Arbitro: | Guerriero (Catanzaro) |

|             |           |            |
| Temelin 10’ | Marcatori | 16’ Gorini |

#### Girone di ritorno
| Arbitro: | Rubino (Salerno) |

|                           |           |             |
| Groppi 44’ Varricchio 80’ | Marcatori | 23’ Temelin |

| Arbitro: | Branciforte (Nuoro) |

|                       |           |  |
| Temelin 6’ Artico 39’ | Marcatori |  |

| Arbitro: | Mannella (Avezzano) |

|  |           |            |
|  | Marcatori | 66’ Artico |

| Arbitro: | Salati (Trento) |

|               |           |           |
| Valtolina 46’ | Marcatori | 34’ Memmo |

| Arbitro: | Gervasoni (Mantova) |

|                           |           |  |
| Temelin 16’ D. Marino 90’ | Marcatori |  |

| Pizzighettone 18 febbraio 2006 23ª giornata | Pizzighettone        | 0 – 0 | Pro Patria | Stadio Comunale\| Arbitro: \| Cavarretta (Trapani) \| |
| Arbitro:                                    | Cavarretta (Trapani) |       |            |                                                       |

| Arbitro: | Candussio (Cervignano del Friuli) |

|                   |           |                         |
| De Franceschi 34’ | Marcatori | 45’ (aut.) Cala Campana |

| Arbitro: | Scoditti (Bologna) |

|                                                    |           |                                  |
| Citterio 19’ Trezzi 22’ Tramezzani 30’ Temelin 62’ | Marcatori | 5’ (rig.), 86’ Grabbi 25’ Mamede |

| Arbitro: | Stallone (Foggia) |

|  |           |             |
|  | Marcatori | 86’ Temelin |

| Arbitro: | Valeri (Roma) |

|                |           |  |
| Tramezzani 39’ | Marcatori |  |

| Arbitro: | Bo (Genova) |

|                     |           |  |
| Masolini 72’ (rig.) | Marcatori |  |

| Arbitro: | Taverna (Taurianova) |

|               |           |  |
| D. Marino 22’ | Marcatori |  |

| Arbitro: | Ruini (Reggio Emilia) |

|               |           |  |
| Colombini 24’ | Marcatori |  |

| Arbitro: | Lupo (Matera) |

|                |           |                                   |
| Citterio 90+1’ | Marcatori | 35’, 66’ Scandurra 81’ E. Docente |

| Arbitro: | Didato (Agrigento) |

|                                               |           |  |
| Franchini 2’ (aut.) Vastola 40’ Di Vicino 52’ | Marcatori |  |

| Arbitro: | Tommasi (Bassano del Grappa) |

|            |           |           |
| Artico 34’ | Marcatori | 51’ Luiso |

| Arbitro: | Scoditti (Bologna) |

|                                       |           |             |
| Chianese 36’ (rig.), 79’ Veronese 52’ | Marcatori | 81’ Temelin |

### Coppa Italia

#### Primo turno
| Arbitro: | Romeo (Verona) |

|  |           |             |
|  | Marcatori | 44’ Joelson |

### Coppa Italia Serie C

#### Fase a eliminazione diretta
| Arbitro: | Manera (Castelfranco Veneto) |

|                       |           |             |
| D. Bettini 61’ (rig.) | Marcatori | 59’ Temelin |

| Busto Arsizio 26 ottobre 2005 Trentaduesimi - Ritorno | Pro Patria      | 0 – 0 | Legnano | Stadio Carlo Speroni\| Arbitro: \| Peruzzo (Schio) \| |
| Arbitro:                                              | Peruzzo (Schio) |       |         |                                                       |

| Arbitro: | De Toni (Schio) |

|  |           |           |
|  | Marcatori | 20’ Gibbs |

| Arbitro: | D'Alesio (Forlì) |

|                           |           |             |
| Gibbs 51’ C. Cioffi 90+1’ | Marcatori | 39’ Carrera |

| Arbitro: | Meli (Parma) |

|  |           |                                                        |
|  | Marcatori | 16’ Davanzante 22’ S. Romano 90+2’ Temelin 90+4’ Gibbs |

| Arbitro: | Zanichelli (Genova) |

|                    |           |  |
| Valtolina 70’, 77’ | Marcatori |  |

| Arbitro: | Italiani (L'Aquila) |

|                           |           |               |
| Fiumicelli 44’ Cateri 68’ | Marcatori | 57’ Valtolina |

| Arbitro: | Morabito (Messina) |

|                           |           |  |
| Temelin 62’ D. Marino 86’ | Marcatori |  |

| Arbitro: | Zanardo (Conegliano) |

|  |           |                |
|  | Marcatori | 73’ J. Espinal |

| Arbitro: | Vuoto (Livorno) |

|                |           |           |
| J. Espinal 65’ | Marcatori | 77’ Gibbs |

## Statistiche

### Statistiche di squadra
| Competizione         | Punti | In casa | In casa | In casa | In casa | In casa | In casa | In trasferta | In trasferta | In trasferta | In trasferta | In trasferta | In trasferta | Totale | Totale | Totale | Totale | Totale | Totale | DR |
| Competizione         | Punti | G       | V       | N       | P       | Gf      | Gs      | G            | V            | N            | P            | Gf           | Gs           | G      | V      | N      | P      | Gf     | Gs     | DR |
| -------------------- | ----- | ------- | ------- | ------- | ------- | ------- | ------- | ------------ | ------------ | ------------ | ------------ | ------------ | ------------ | ------ | ------ | ------ | ------ | ------ | ------ | -- |
| Serie C1 - Girone A  | 44    | 17      | 6       | 10      | 1       | 22      | 16      | 17           | 4            | 4            | 9            | 14           | 23           | 34     | 10     | 14     | 10     | 36     | 39     | -3 |
| Coppa Italia         | -     | 1       | 0       | 0       | 1       | 0       | 1       | -            | -            | -            | -            | -            | -            | 1      | 0      | 0      | 1      | 0      | 1      | -1 |
| Coppa Italia Serie C | -     | 5       | 3       | 1       | 1       | 6       | 2       | 5            | 2            | 2            | 1            | 8            | 4            | 10     | 5      | 3      | 2      | 14     | 6      | +8 |
| Totale               | -     | 23      | 9       | 11      | 3       | 28      | 19      | 22           | 6            | 6            | 10           | 22           | 27           | 45     | 15     | 17     | 13     | 50     | 46     | +4 |